# Xavier Salvador
 (avril 2015).
Si vous disposez d'ouvrages ou d'articles de référence ou si vous connaissez des sites web de qualité traitant du thème abordé ici, merci de compléter l'article en donnant les références utiles à sa vérifiabilité et en les liant à la section « Notes et références ».
Xavier Salvador est un architecte espagnol né à Séville le 6 avril 1898 et mort à Toulon le 4 mars 1967, principalement actif en Algérie. Il a été élève à l'École des beaux-arts d'Alger entre 1913 et 1916, il est diplômé en 1924 de l'École nationale des beaux-arts à Paris où il fut élève dans l'atelier de Gabriel Héraud. Il a été inspecteur de l'architecture au Gouvernement général.

## Réalisations (liste non exhaustive)
- 1929 : Alger, Immeuble de rapport 12 rue du Docteur Saâdane (anciennement 12 rue Berthezène)
- 1929 : Alger, Immeuble de rapport 94 rue Didouche Mourad (anciennement 94 rue Michelet)[4]
- 1930 : Alger, Immeuble de rapport 16-18 rue Abdelatif Mokhtar (anciennement 16-18 rue du Docteur Trolard)
- 1931 : Alger, École primaire supérieure de jeunes filles rue Kadri Ali (anciennement rue Lazerges)[5]
- 1933 : Alger, Immeuble de rapport 10 rue du Capitaine Noureddine Menani (anciennement 10 rue Horace Vernet)
- 1934 : Sétif, Hôpital
- 1935 : Miliana, Hôpital
- 1938 : Sidi bel-Abbes, Hôpital
- 1952 : Annaba (anciennement Bône), Hôpital